# 4264 Karljosephine
4264 Karljosephine је астероид главног астероидног појаса чија средња удаљеност од Сунца износи 2,421 астрономских јединица (АЈ).
Апсолутна магнитуда астероида је 13,3.